# Temesberény
Temesberény település Romániában, Temes megyében, Temesvártól délkeletre, Buziásfürdőtől délnyugatra, Ötvösd és Végvár között.

## Története

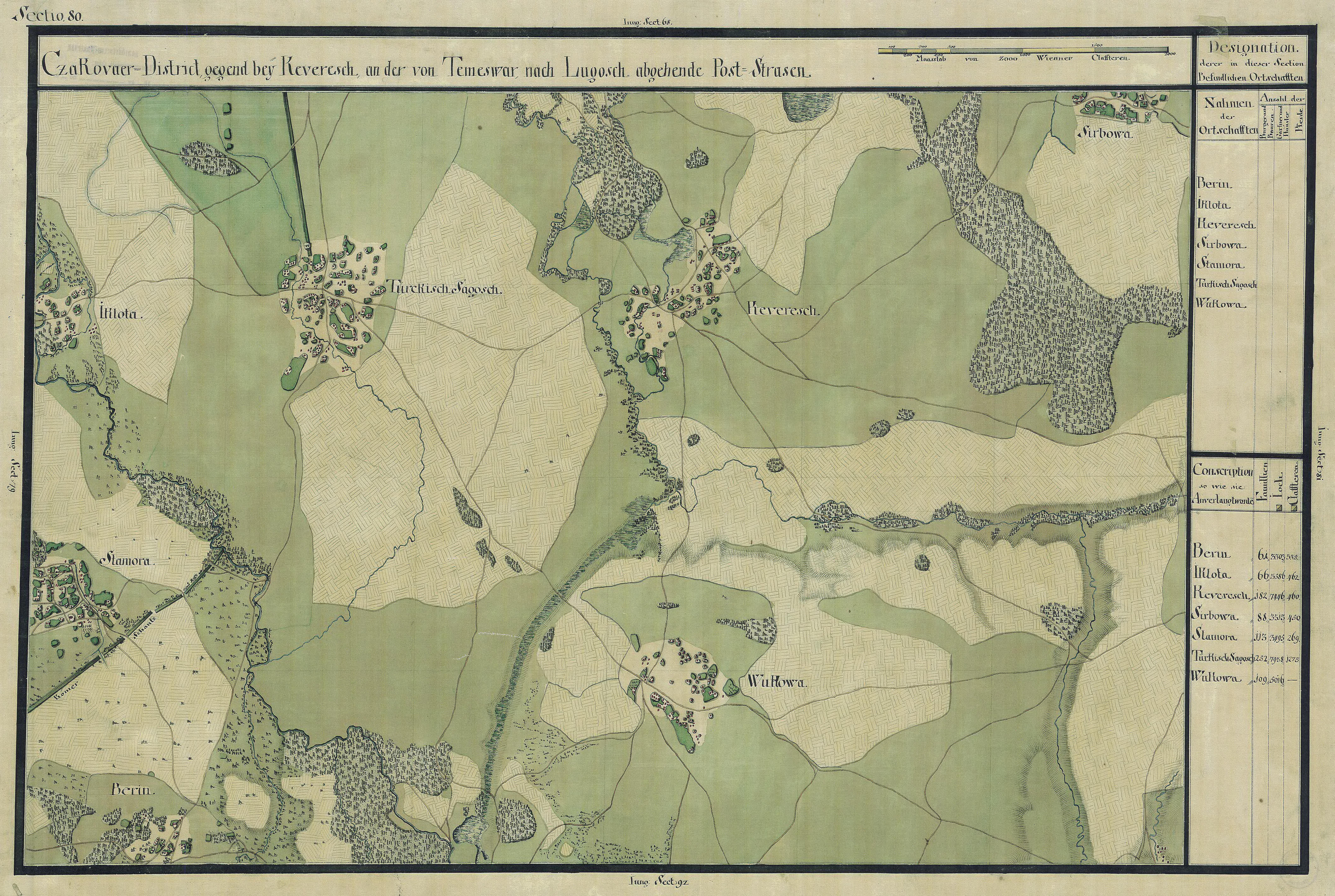
Temesberény környéke 1769-72 körül

Temesberény (Berény) nevét 1333-ban említette először oklevél, Beren néven. Berennek már ekkor egyháza is volt, és lakossága is magyar volt, mivel a korabeli oklevélben mint magyar lakosságú templomos hely volt említve.
1403-ban Zsigmond király egyik oklevele tett említést Berényről és birtokosáról, Berényi Han(c)kófi Mihályról, kinek a király ekkor megkegyelmezett.
1407-ben Zsigmond király az utód nélkül elhalt Berényi Hankófi Mihály birtokát Ozorai Pipónak adta, kit ezenkívül még 19 népes és 5 néptelen falu birtokábais beiktatott 1408-ban.
1473-1507 között Berény Cseri vára tartozékai közé tartozott. Beren már mint mezőváros volt említve, tehát népes és fontos helység lehetett. Ekkor egy 1473. VIII. 30-án kelt oklevélben Nádasdi n. Ungor János birtokának írták.
Egy 1502. XII. 13-án kelt oklevél Beren mezővárost már Nádasdi n. Ungor János fiainak: Jánosnak és Miklósnak a birtokaként írta le. Egy 1554 I. 16-i oklevél Beremy Bársony Benedeket, mint Jakcs Mihály familiárisaként említi. 1851-ben 942 óhitű lakosa volt. a határszélen folyik a Bogonis (Pogányos) patak, mely ekkor 3 malmot is hajtott. Ekkor királyi birtoknak írják.
A 20. század elején nevét Temesberény formában írták, és Temes vármegye Csáki járásához tartozott. 1910-ben 1171 lakosa volt, melyből 63 magyar, 21 német, 1035 román, 48 cigány volt. Ebből 62 római katolikus, 14 református 1077 görögkeleti ortodox volt.